# Wichmannia pictipennis
Wichmannia pictipennis är en stekelart som beskrevs av Boucek 1972. Wichmannia pictipennis ingår i släktet Wichmannia och familjen finglanssteklar.
Artens utbredningsområde är Madeira. Inga underarter finns listade i Catalogue of Life.